# OpenOffice Math
OpenOffice Math (ранее OpenOffice.org Math) — редактор формул, входящий в состав Apache OpenOffice и OpenOffice.org. Созданные формулы можно встраивать в другие документы OpenOffice, например в текстовые документы программы Writer. Поддерживает несколько шрифтов и может экспортировать формулы в формат PDF, а также поддерживает формат MathML.

## Расширения для OpenOffice Math
Начиная с версии 2.0.4, OpenOffice.org Math поддерживает XUL расширения в формате .oxt, которые легко добавляются, подобно тому, как это организовано в Mozilla Firefox.
- CompPad — позволяет делать математические и инженерные расчеты в форме ввода математических выражений с помощью редактора уравнения (см. также Writer)[1].

Это и многие другие расширения можно найти на официальном сайте.

### Связанные проекты
- Dmaths Архивная копия от 2 февраля 2007 на Wayback Machine (English page Архивная копия от 19 февраля 2007 на Wayback Machine) — пакет расширений Math для OpenOffice лицензированный под GPL
- OOoLateX Архивная копия от 4 февраля 2007 на Wayback Machine — набор макросов OpenOffice.org для интеграции LaTeX выражений (обсуждение на OOoForum)